# Jorge Soubre
Jorge Soubre, né à Rio de Janeiro, au Brésil, le 17 juin 1891 et mort le 13 octobre 1934, est un graveur brésilien.
Il est le petit-neveu des frères Étienne Soubre et Charles Soubre. Son père, Étienne Jean Alexis, avait émigré de Belgique au Brésil avant sa naissance.
Médaillé[pas clair] à la Casa da Moeda (Brésil), on lui doit entre autres une médaille commémorative interalliée 1914-1918.